# 足立区立青井小学校
足立区立青井小学校（あだちくりつあおいしょうがっこう）は、東京都足立区青井3丁目にある公立小学校。

## 沿革
- 1973年（昭和48年）
  - 4月2日 - 開校。
  - 6月1日 - 学級増。
  - 9月1日 - 校歌制定し、制帽着用開始。
  - 9月20日 - 校旗制定。
  - 11月27日 - 開校記念式典挙行し、祝賀会開催。
- 1974年（昭和49年）3月11日 - 体育館竣工。
- 1976年（昭和51年）7月12日 - プール竣工式挙行。
- 1978年（昭和53年）
  - 4月1日 - 特殊学級1学級併設。
  - 4月5日 - 増築校舎竣工。
- 1982年（昭和57年）10月19日 - 創立十周年記念式典挙行し、祝賀会開催。
- 1990年（平成2年）
  - 8月31日 - 校舎内外装工事完了。
  - 12月25日 - 体育館改修工事完了。
- 1991年（平成3年）
  - 1月9日 - コンピューター40台設置。
  - 3月25日 - 堀の改修工事と植樹が完了。
- 1992年（平成4年）10月31日 - 創立二十周年記念式典挙行し、祝賀会開催。
- 1993年（平成5年）8月31日 - 校庭改修工事完了。
- 2001年（平成13年）4月19日 - 開かれた学校づくり協議会発足。
- 2002年（平成14年）11月2日 - 創立三十周年祝賀記念式典挙行し、祝賀会開催。
- 2003年（平成15年）7月1日 - 図書室にクーラー設置。
- 2005年（平成17年）
  - 3月31日 - 給食室、保健室、主事室の給水関係工事が完了。
  - 6月5日 - プール塗装工事完了。
  - 9月30日 - 給水管工事が完了。
  - 11月13日 - 体育館屋根塗装工事が完了。
- 2006年（平成18年）3月31日 - 校長室内装工事が完了。
- 2007年（平成19年）
  - 2月24日 - 防犯カメラ設置工事が完了。
  - 7月1日 - 普通教室冷房工事が完了。
  - 9月1日 - 校舎耐震補強工事が完了。
- 2008年（平成20年）
  - 8月25日 - 図工室冷房工事が完了。
  - 11月26日 - キッズパレット開始。
- 2009年（平成21年）10月31日 - 体育館耐震補強工事が完成。
- 2011年（平成23年）
  - 6月7日 - 金管バンド部創部。
  - 10月13日 - サッカー部創部。
  - 10月14日 - 校舎外装改修工事が完了。
- 2012年（平成24年）10月20日 - 創立四十周年祝賀記念式典挙行し、祝賀会開催。
- 2014年（平成26年）
  - 4月1日 - ミニバスケットボール部創部。
  - 5月30日 - プール改修工事が完了。
- 2022年（令和4年）12月3日 - 創立50周年記念式典挙行。

## 通学区域
出典
- 青井3丁目（全域）
- 青井4丁目（全域）
- 青井5丁目（9番以降）

## 進学先中学校
出典
公立中学校に進学する場合
- 足立区立青井中学校

## アクセス
- 首都圏新都市鉄道つくばエクスプレス線青井駅から、徒歩3分。
- 東武鉄道伊勢崎線（東武スカイツリーライン）五反野駅から、徒歩16分。
- 東京メトロ千代田線綾瀬駅から、徒歩15分。

以下は、学校ホームページには記載無いが、アクセス可能。
- 足立区コミュニティバス「はるかぜ」「1号（西新井・綾瀬線）」・「9号（青井・亀有線）」で、「青井小学校入口」停留所下車後、
  - 綾瀬小学校東行・亀有駅南口行のりばから、徒歩約260m・約4分。
  - 西新井駅東口行・青井駅行のりばから、徒歩約270m・約4分。

## 周辺
- 埼玉県道・東京都道102号平方東京線
- 綾瀬川
  - なお、綾瀬川東岸には首都高速6号三郷線が通るが、学校付近に出入口は無い。
- 都営青井三丁目アパート - 1号棟は足立区道をはさんで、敷地が隣接。
  - なお、都営青井三丁目アパート以外のマンション・アパートも点在する。
- 環七南通り（足立区道）